# Salaria pavo
Salaria pavo är en fiskart som först beskrevs av Risso, 1810.  Salaria pavo ingår i släktet Salaria och familjen Blenniidae. Inga underarter finns listade i Catalogue of Life.